# Luzula masafuerana
Luzula masafuerana är en tågväxtart som beskrevs av Carl Skottsberg. Luzula masafuerana ingår i Frylesläktet som ingår i familjen tågväxter. Inga underarter finns listade i Catalogue of Life.